# تشوبانلار (أوتش هاتشا)
تشوبانلار (بالفارسية: چوبانلار) هي منطقة سكنية تقع في إيران في قسم أوتش هاتشا الریفي. يقدر عدد سكانها بـ 84 نسمة .